# Sunset Thomas

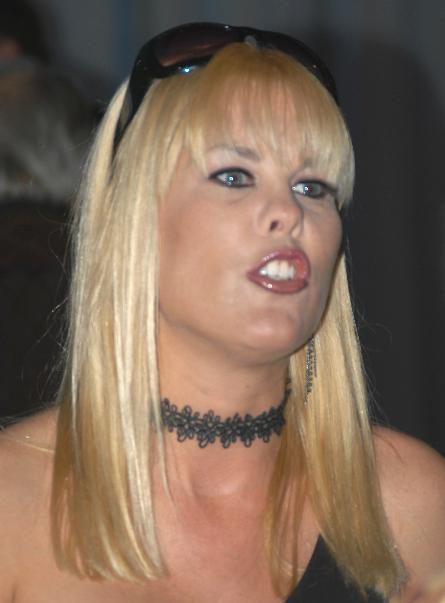
Sunset Thomas (2007)

Sunset Thomas (* 19. Februar 1972 in Sikeston, Missouri als Diane Fowler) ist eine US-amerikanische Pornodarstellerin.

## Leben und Karriere
Thomas wuchs in Daytona Beach, Florida auf. Nach ihrer Schulzeit zog sie um nach Fort Lauderdale, wo sie unter anderem verschiedenen Jobs wie Modeln nachging. 1992 spielt sie noch vor ihrer Brust-OP die Nora Breckenridge im Film Witchcraft IV - The Virgin Heart, eine ihrer wenigen Filmrollen, die nichts mit Pornografie zu tun hat. Sie stirbt im Film jedoch schon nach zehn Minuten. In der Besetzungsliste taucht sie mit ihrem richtigen Namen Diane Fowler auf.
In Fort Lauderdale traf sie den Pornodarsteller Zach Thomas, den sie fünf Monate später heiratete. Das Paar zog anschließend nach Los Angeles, um dort in Pornofilmen mitzuspielen.
Das Paar machte zunächst Amateurfilme für den privaten Gebrauch. Anfang der 90er Jahre bekam Sunset Thomas Kontakt zur professionellen Pornobranche beim AVN Award. Ihre bekanntesten Filme sind Sex (1994) und Latex (1995), beide von Michael Ninn. Sie drehte hetero- und homosexuelle Filme.
Am Anfang ihrer Pornokarriere ließ sie eine Brustvergrößerung vornehmen. Es existieren jedoch auch einige Filme, die sie noch mit Naturbrüsten zeigen.
Sunset Thomas machte 1999 Schlagzeilen, als sie als erster Pornostar in der Moonlite BunnyRanch, einem legalen Bordell in Nevada, arbeitete. Sie war auch die Hauptperson einer Dokumentation des amerikanischen Fernsehsenders HBO über dieses Bordell mit dem Titel Cathouse. Sie eröffnete im August 2005 ihren eigenen Gentleman's Club. Des Weiteren trat sie mehrfach in der Show des bekannten amerikanischen Radiomoderators Howard Stern auf.
Im Jahr 2005 wirkte sie in der Dokumentation Pornstar Pets mit.
Im April 2009 brachte sie ihren ersten Roman „Anatomy of an Adult Film“ heraus, eine Fiktion, die an ihre Pornokarriere angelehnt ist.
Sunset Thomas ist die Tante der Pornodarstellerin Sunrise Adams.

## Auszeichnungen
- AVN Hall of Fame
- XRCO Award Hall of Fame[5][6]

## Filme
- Witchcraft IV – The Virgin Heart (1992)  (kein Pornofilm)

| - Anal Ski Vacation (1995) - Anal Webb (1995) - Asian Fuck Party 2 (2002) - Asian Invasion (2004) - Ass Slammers - Balls Deep in the Orient (2004) - Best of VCA’s Award Winning Movies (1999) - Big Breasted Mattress Thrashers (2003) - Black Orchid (2004) - Blonde to the Bone (2004) - Blow Job Baby - Blow Job Baby – Blow Job Betty (2000) - Brief History of Trim (2003) - Buttman at Nudes a Poppin’ 15 (2003) - Buttman at Nudes a Poppin’ 17 (2004) - Cafe Flesh 3 (2004) - Can’t Wait 'Til Hump Day (2005) - Caribbean Sunset (1996) - Catsnatch DVD - Chameleons Not the Sequel (1999) - Cherry Ho’s (2004) - Club DV8 (2000) - Cock Sockets (2005) - Cum Drinking Asian Sluts 2 (2003) - Cum On My Big Tits (2004) - Cyberanal DVD - Czechs Party Mix (2004) - Debbie Does Dallas Again - Deep Inside Dirty Debutantes (1992) - Deep Inside Sunset Thomas (2004) - Deep Throat 6 - Delicious (?) - Diva Girls (1999) - Double Penetration Proclamation (2003) - Eatin’ Inside the Box (2003) - Execu-Sevens Intense Ass Exams (2002) - Fascination (2001) - For Fuck’s Sake (2003) - Gang Bang Fury (2002) - Gang Bang Pussy Cat (1993) - Gang Bang Thrills (2002) - Garden Of Eatin’ (2003) | - Generation X-Rated (2003) - Giant Hooters DVD - Gina Lynn 3 Pack (2004) - Girls Just Want To Eat Cunt (2004) - Gypsy Queen - Hidden Obsessions (1993) - Hot Group Sex (2004) - Hot Nasty Sex (2004) - Inner Pink 3 (1992) - Inner Vision - Jaw Jackers (2004) - Killer Blowjobs - Kissin’ The Cock (2005) - Last Good Sex (1993) - Latex (1995) - Latex, Shock, Sex 1 and 2 - Les Femmes Erotiques Erotic Women (2003) - Lesbomania 2 (2002) - Lick My Snatch (2004) - Lil’ Asian Sluts 2 - Loving Sex Series What Men Want (2002) - Maestro of Porn (2005) - Menage a Twat (2005) - Misty Beethoven the Musical (2003) - Misty Cam’s 2 (2004) - Mouthing Off (2004) - Muff Stuffers (2004) - Muffy the Vampire Layer (1992) - My Face or Yours? (2003) - Nasty Dirty Sluts 3 (2002) - New Wave Hookers 5 (1997) - No Hair Here (2002) - Only the Best of Ron Jeremy - Overtime 58 (2002) - Pet of the Year 1997 Play Off and 1998 Winners - Pretty Tied Up (2005) - Raunchy Teens (2004) - Real Big Tits 7 (1999) - Ripe for Pipe (2003) - Save The Last Piece Of Hair Pie For Me (2005) - Sex 1 and 2 (1999) - Sex and the Studio 2 (2004) | - Sexual Species The Departure (2000) - Shock (1997) - Showgirls of Penthouse (1996) - Singapore Cunts (2004) - Some Like ’Em Big (2003) - Sopornos 5 (2003) - Sopornos 6 (2004) - Strap-On Sally 15, 16, and 17 (2001) - Strokin’ to the Oldies Juli Ashton (2000) - Sundown (2000) - Sunset in Paradise (1997) - Sunset Rides Again - Sunset’s Anal and DP Gangbang (1996) - Super Cocks (1999) - Super Slut Sex Challenge Chloe Vs Sunset Thomas (2003) - Super Slut Sex Challenge Selena Steele Vs Sydnee Steele (2004) - Swing Time (2001) - Taboo 11 (1994) - Ten Magnificent Blondes (2001) - Ten Magnificent Blondes and Brunettes (2002) - Teri's Fantasies (1993) - Tits My Party And I’ll Cum If I Want To (2004) - Tongue Lashing (2005) - Torero (1999) - Total Titillation (2003) - Truck Stop Trixie - Video Virgins 4 (1993) - Virtual Pleasure Ranch (2004) - Wall To Wall 4 (1997) - Wet and Wild - White Rabbit (1999) - Wild Honey (1999) - Wild Honey 1, 2 and 3 (2000) - Wild Honey 2 (2000) - Wild Honey 3 (2002) - Winkin' Sphincters (2003) - Women R Wild Club Style (2003) - Women R Wild Club Style 2 (2003) - You Will Eat Our Cum - Young Buns (2002) - Young Buns 6 Pack (2004) |